# Cyrtosperma hambalii
Cyrtosperma hambalii är en kallaväxtart som beskrevs av A.Dearden och Alistair Hay. Cyrtosperma hambalii ingår i släktet Cyrtosperma och familjen kallaväxter. Inga underarter finns listade.

## Bildgalleri

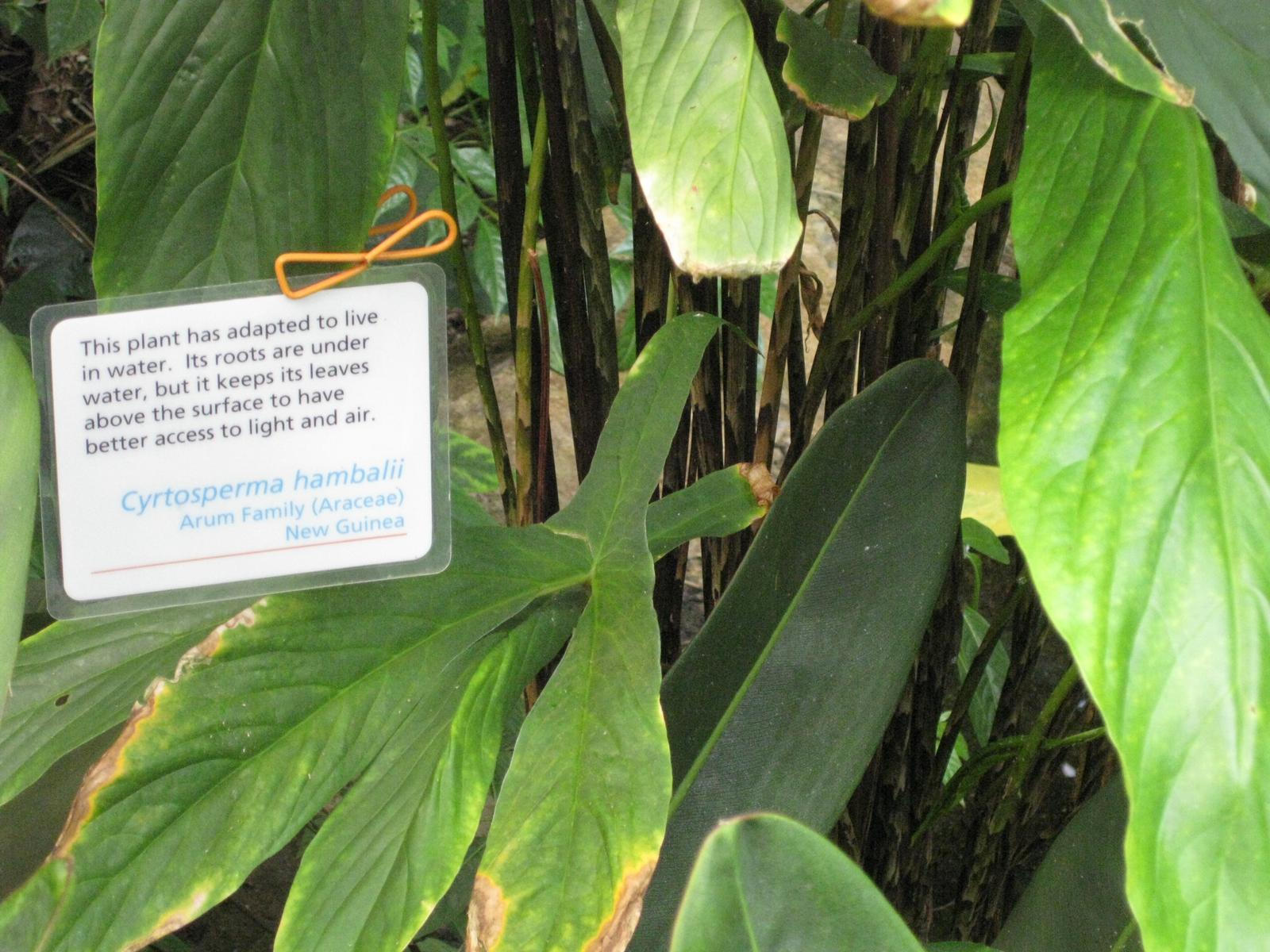
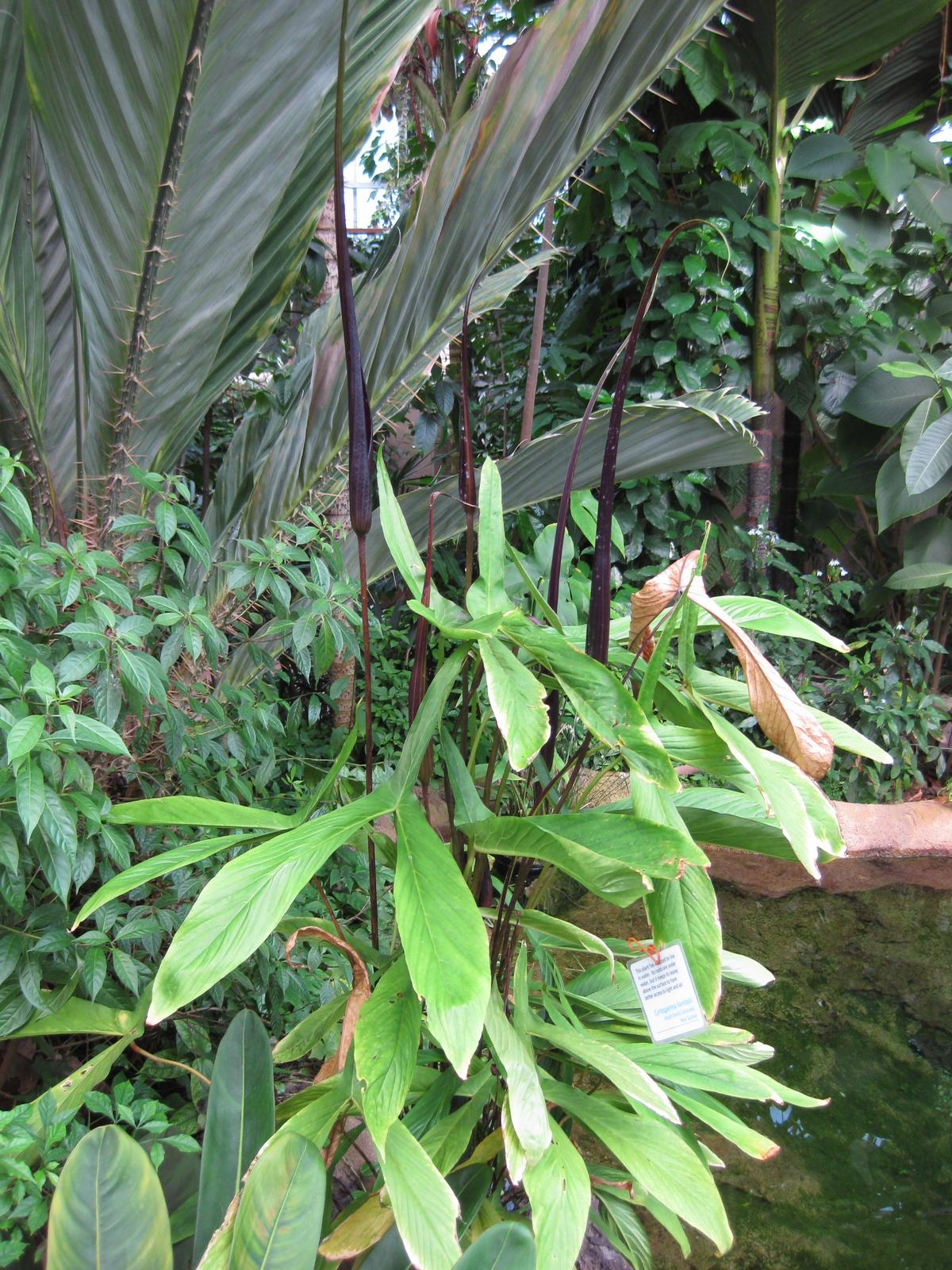
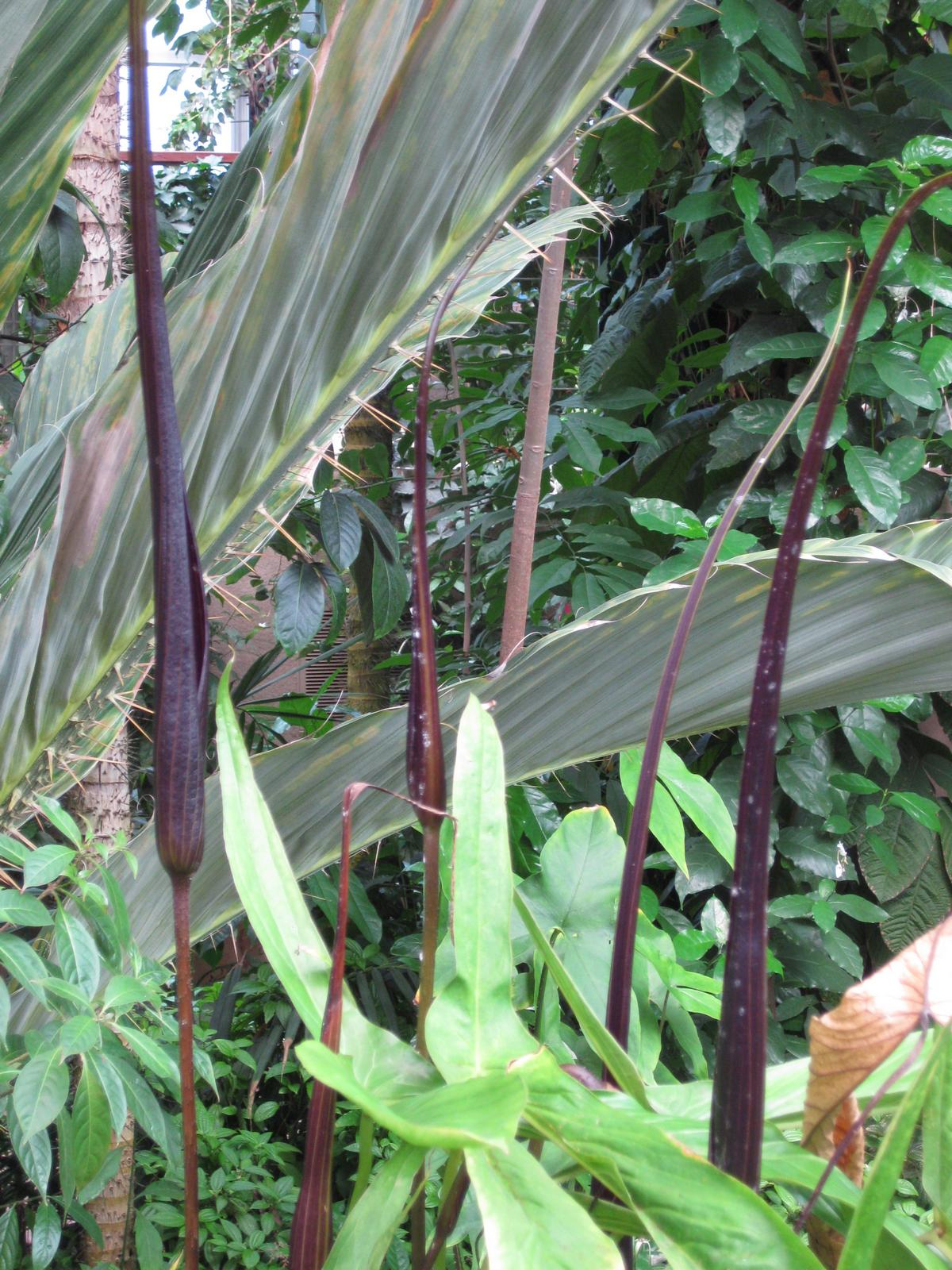